# Wamrong
Wamrong är en ort i Bhutan.   Den ligger i distriktet Trashigang, i den östra delen av landet, 200 kilometer öster om huvudstaden Thimphu. Wamrong ligger 1 439 meter över havet och antalet invånare är 416.
Terrängen runt Wamrong är bergig. Närmaste större samhälle är Pemagatshel, 16,5 kilometer väster om Wamrong.
I omgivningarna runt Wamrong växer i huvudsak blandskog. Runt Wamrong är det ganska tätbefolkat, med 70 invånare per kvadratkilometer.